# Dacit
Dacit je vulkanska kamnina, ki je sestavljena iz kremena, natrijevih-kalijevih glinencev in obarvanih mineralov, med katerimi prevladuje rogovača. Po kemijski sestavi je nekje med andezitom in riolitom. Kamnina je predorninski ekvivalent  globočnine kremenovega diorita. 

## Etimologija in zgodovina
Ime dacit izvira iz imena nekdanje rimske province Dacije, ki je ležala med Donavo in Karpati v današnji Romuniji. Ime sta prva uporabila Franz von Hauer in Guido Stache leta 1863 v svojem znanstvenem delu Geologija Transilvanije (Geologie Siebenbürgens). Z imenom dacit sta označila različek trahita, ki je bogat s kremenom in oligoklazom in se razlikuje  od običajnega trahita.
Tipska lokacija dacita je v bližini vasi Poieni v gorovju Apuseni v Romuniji.  

## Sestava
Dacit je sestavljen iz približno 66% silicijevega dioksida in je predorninski ekvivalent globočnin granodiorita in tonalita. V gosti osnovni masi so vtrošniki plagioklaza in kremena. Med temnimi minerali je najbolj zastopana rogovača.

### Opis mineralov
- Minerali, ki se pojavljajo kot vtrošniki:
  - Kremen je zaobljen in korodiran. Velika vsebnost kremena je značilna za andezite.
  - Plagioklazi od oligoklaza do andezina/labradorita, ki tudi kažejo znake korozije in včasih vsebujejo koncentrične vključke stekla.
  - Sanidin je pogost na prehodu k riodacitu in riolitu.
  - Biotit je rjavo obarvan.
  - Rogovača je rjava ali zelenkasto rjava in ima edenitsko ali hastingitsko sestavo. Lahko je povezana z:
  - avgitom, ki je zelen, in
  - ortopiroksenom (hiperstenom/enstatitom)

- Kot dodatni minerali so lahko prisotni:
  - granat (almandin).
  - kordierit,
  - olivin,
  - magnetit, titanomagnetit, ilmenit in hematit, pa tudi
  - cirkon, titanit, apatit in fluorit.

- Osnovna masa je običajno mikrikristalinična, lahko tudi steklasta ali kriptokristalinična.  Sestavljena je iz mreže  drobnih kristalov glinencev in kremena, ki je zapolnjena s kremenom, na primer tridimitom.

Struktura dacitov se na splošno spreminja od popolnoma kristaljenih oblik do mešanih razsteklenih oblik  do popolnoma steklastih oblik, kakršni so na primer dacitski obsidian, smolovec in plovec.

### Kemijska sestava
V naslednji preglednici so prikazane povprečne vsebnosti elementov 651 vzorcev dacita,  preračun v CIPW Norm in vsebnosti sledov elementov na tipski lokaciji Apuseni in ognjeniku Pinatubo na Filipinih. 
| Oksid      | Vsebnost [%] | CIPW Norm | Vsebnost [%] | Element v sledovih | Tipska lokacija [ppm] | Pinatubo [ppm] |
| ---------- | ------------ | --------- | ------------ | ------------------ | --------------------- | -------------- |
| SiO2       | 65,98        | Q         | 21,49        | Pb                 | 12                    | 7 - 14         |
| TiO2       | 0,59         | Or        | 12,99        | Cu                 | 10                    | 0 - 98         |
| Al2O3      | 16,15        | Ab        | 32,56        | Ni                 | 14                    | 11 - 40        |
| Fe2O3      | 2,47         | An        | 20,27        | Cr                 | 17                    | 19 - 140       |
| FeO        | 2,33         | Di        | 0,40         | V                  | 67                    | 69 - 89        |
| MnO        | 0,09         | Hy        | 8,96         | Zr                 | 130                   | 105 - 127      |
| MgO        | 1,81         | Mt        | 1,69         | Y                  | 29                    | 11 - 15        |
| CaO        | 4,38         | Il        | 1,12         | Sr                 | 280                   | 473 - 617      |
| Na2O       | 3,85         | Ap        | 0,34         | Ba                 | 1100                  | 347 - 509      |
| K2O        | 2,20         |           |              | Rb                 | 110                   | 34 - 45        |
| P2O5       | 0,15         |           |              | Nb                 | 20,5                  | 3 - 5          |
| Mg#        | 0,57         |           |              |                    |                       |                |
| Al/K+Na+Ca | 0,13         |           |              |                    |                       |                |

## Tekstura
Daciti z rogovačo in biotitom so sive, svetlo rjave ali rumene kamnine z belimi kristali glinencev in črnimi kristali biotita in rogovače. Drugi daciti, predvsem piroksenski, so temno obarvani.
Tanke rezine dacitov imajo lahko afanitsko do porfiritsko teksturo. Porfiritski daciti vsebujejo vtrošnike plagioklaza in/ali zobljene korodirane vtrošnike kremena. Prisotna sta tudi subhedralna rogovača in raztegnjena zrna biotita. V nekaterih vzorsih se najdejo tudi  vtrošniki sanidina in avgita (ali enstatita). Osnovna masa kamnin je pogosto afanitsko mikrokristalinična z zelo drobno mrežo glinencev, v katero so vpletena zrna kremena ali tridimita. Mnogi daciti so tudi pretežno steklasti, drugi pa felzitski oziroma kriptokristalinični, se pravi da posamezna zrna niso razločljiva s postim očesom.  

## Geološko okolje in nastajanje dacita
Dacit pogosto nastaja kot globočnina na primer v dajkih in silih. Izdanke tovrstnega dacita so našli v severozahodni Montani in severovzhodni Bolgariji. Dacitske magme so zaradi zmerne vsebnosti kremena precej viskozne in zato nagnjene k eksplozivnim izbruhom. Zelo znan je na primer eksploziven izbruh ognjenika Sveta Helena leta 1980, na katerem so v prejšnjih izbruhih nastale kupole dacita. 
Dacitska magma nastaja med pogrezanjem mlade oceanske skorje pod debelo felzično kontinentalno ploščo. Toneča plošča hidrotermalno prepereva in se bogati s kremenom in natrijem. Ko se mlada vroča oceanska plošča podrine pod kontinentalno skorjo, se podrinjeno čelo plošče delno stali in začne zaradi konvekcije in dehidracijskih reakcij vzajemno reagirati z zgornjim plaščem. Ko se začnejo dehidracijske reakcije, minerali lojevec, serpentin, sljuda in amfiboli prekinejo nastajanje z natrijem bogate taline. Magma se nato začne dvigovati in postaja zaradi diferenciacije vedno bolj bogata z natrijem in kremenom. Ko se na hladni površini ohladi, se iz z natrijem bogate  magme izkristalijo plagioklaz, kremen in rogovača. Vpogled v zgodovino magme omogočajo stranski minerali, na primer pirokseni.
Tvorba dacita daje veliko informacij o povezavi med oceansko in kontinentalno skorjo in predstavlja model, kako se  gosta mafična in kratkotrajna kamnina pretvori v lahko felzično in trajno kamnino.

### Vloga dacita v nastajanju arhajske kontinentalne skorje
Procesi, v katerih je nastal dacit, so bili model za razlago nastanka kontinentalne skorje v arhajskem eonu.  V tistem obdobju je bilo nastajanje dacitske magme bolj povsodno, ker je bila na razpolago mlada in vroča oceanska skorja. Danes se hladnejša oceanska skorja, ki tone pod večino plošč, ne more raztaliti, dokler ne potečejo dehidracijske reakcije, ki inhibirajo proces.

### Raztaljena dacitska magma na ognjeniku Kīlauea
Geologi so leta 2005 med vrtanji na ognjeniku Kīlauea na Havajih na globini 2488 m naleteli na dacitsko magmo, ki je vdrla v vrtino in se strdila. Približno osem metrov zamašene vrtine so ponovno izvrtali in pridobili nekaj kilogramov prozorne brezbarvne steklaste mase. Dacitsko steklo je imelo perlitsko teksturo. Vsebovalo je 67% kremena, obogatenega z alkalijami, in skoraj nobenega mafičnega minerala, razen redkih vtrošnikov piroksena in nekaj malega evhedralnega do amorfnega magnetita. Dacitska magma je rezidualna magma tipične bazaltne magme ognjenika Kīlauea.